# Csendes forradalom
A csendes forradalom (franciául: Révolution tranquille) korszak Québec történelmében, ami nagyjából az 1960-as éveket fedi. A korszakot jellemzik a nagy változások Québec politikai és kulturális életében: a jóléti állam (État-providence) elveinek bevezetését, a társadalom szekularizációja, és egy új québeci nemzeti identitás felépítése, ami eltér a hagyományos francia-kanadai nacionalizmustól. Ebben az időben kezdtek kialakulni a federalista és a szeparatista frakciók a québeci politikában. Az új québeci nacionalizmus körüli kérdések a mai napig vitatottak.
A tartományi kormány magához vette az egészségügyi és oktatási tevékenységeket, ami azelőtt a római katolikus egyház joghatósága alá esett. A kormány megalapította az egészségügyi és oktatási minisztériumot, kibővítette a közszolgáltatást, és hatalmas befektetéseket tett a közoktatásban és a tartomány infrastruktúrájában. Megengedte, hogy szervezkedjenek az államapparátus dolgozói. Intézkedett abban is, hogy erősebb québeci vezérlés legyen a tartomány gazdaságában, és államosította a villamosenergia termelési és elosztási infrastruktúráját.
A csendes forradalom egy fontos törést jelentett a québeci történelemben. Folytatása volt a szekuláris fejlődésnek, ami a 19. század elején az iparosítás és az urbanizáció hatása alatt kezdődött. Paul-André Linteau történész szerint a hagyományoktól való elszakadást gyorsították a heves viták, amik az 1950-es években folytak.

## Eredete
A csendes forradalom előtt, Québec természeti kincseit főleg külföldi érdekek aknázták ki. A vasércet, például, legnagyobb részben az amerikai tulajdonban lévő Iron Ore Company of Canada bányászta. 1949 tavaszán 5000 azbeszt bányász három hónapon keresztül sztrájkolt: az 1949-ben történő Azbeszt-sztrájkban a québeci bányászok egyesültek egy nacionalista külföldi cég ellen. A céget a katolikus egyház támogatta, a bányászokat pedig egy nacionalista újság, Le Devoir, a montreali püspök Monsignor Charbonneau, és néhány értelmiségi magánszemély. A XX. század második feléig a frankofón québeciek nagy többsége a szegénységi küszöb alatt éltek, és nagyon ritka eset volt, ha egy québeci bekerült a gazdasági igazgatóságok közé. Félix Leclerc énekes és politikai aktivista úgy írta le ezt a tüneményt, hogy "népünk a saját országuk vízhordói".
1955-ben a Montréal Canadiens jégkorongcsapat sztárjátékosát, Maurice Richardot, a liga elnöke büntetésből eltiltotta a szezon végéig, beleértve a bajnokságért folyó rájátszást is. Ebből keletkezett a Richard-zendülés (l'affaire Richard), amiben harmincheten megsérültek; a rendőrség hetven embert tartoztatott le. Bár egy sportesemény indította a zendülést, nem kimondottan a büntetés súlyát tekintik a zendülés okának: a québeci nép úgy érezte, hogy a büntetéssel az angol kisebbség meg akarta alázni a québecieket. Ezt a zendülést is a csendes forradalom egyik fontos elődjeként tekintik; a francia-kanadaiak hátrányos helyzetben érezték magukat Kanadában és Észak-Amerikában is, és kibírhatatlan bántalmazásnak érezték azt, hogy egy québeci játékost az angol liga angol elnöke eltiltotta. Richard-t nemzeti hősnek és az angolok elleni bosszú jelképének tekintették.
Az 1960-as évek előtt Québec tartományi kormányát az Union Nationale párt vezetője, a konzervatív Maurice Duplessis, irányította. Választási csalások és a korrupció köznapi dolog volt Québecben. Bár a katolikus egyház nem egyhangúlag támogatta Duplessist - néhány tagja a papságnak kritizálta Duplessist, mint például a montreali érsek Joseph Charbonneau - a vidéki és kisvárosi papság erősen pártolta a québeci miniszterelnököt, és néha a párt jelmondatát is idézték: "Le ciel est bleu, l'enfer est rouge" - az ég kék, a pokol vörös; a kék volt az Union Nationale párt színe, a vörös pedig a Liberális párté.
Duplessis 1959-ben halt meg, és utódja, Paul Sauvé 1960 januárjában szintén meghalt. Emiatt választás kellett, amit a Liberális Párt, Jean Lesage vezetése alatt, meg is nyert. A liberálisok kampány-jelmondatai "Il faut que ça change" (Változás kell) és "Maîtres chez nous" (nagyjából: Saját otthonunkban legyünk mi az urak) volt.
A liberális kormány megszavazásával kezdődött a csendes forradalom, és véget ért a nagy sötétség (La Grande noirceur), ahogy később a Duplessis-korszakot nevezték. A forradalom már véget ért az 1970-es októberi krízis előtt, de azóta is jelentős változások történtek a québeci társadalomban. A legfontosabbak között a szuverenitási mozgalom megjelenése volt, amihez Charles de Gaulle is hozzájárult a "Vive le Québec libre" kijelentésével. A mozgalom fontosabb eseményei közé lehet sorolni a nacionalista-szeparatista Parti Québecois győzelmét az 1976-os tartományi választásokban, a Bloc Québécois alapítását 1991-ben (ez egy szeparatista politikai párt a kanadai szövetségi szinten), és az 1980-as és az 1995-ös függetlenségi népszavazásokat.

## Szekularizáció
Az 1867-es kanadai alkotmány alapján az oktatás a tartományok joghatósága alá került, ami azt jelentette, hogy minden tartomány tetszés szerint rendezhette az oktatási rendszerét, attól függetlenül, hogy más tartományok hogyan csinálták. 1868-ban Québec megalapította a Közoktatási minisztériumot, de 1875-ben megszüntette a katolikus egyház nyomása miatt. A papság szerint megfelelő oktatást adott az egyház az ifjúságnak, és a tartománynak nincs dolga beleszólni. Az 1960-as évek elejére már több mint 1500 iskolaszék létezett - mindegyik külön-külön döntött saját tanterveiről, tankönyveiről, stb. A diplomák, végzettségek elismeréséről is külön-külön döntöttek, ami megnehezítette a diákok egyetembe jutását. Emiatt a csendes forradalom előtt csak nagyon kevés francia-kanadainak volt lehetősége arra, hogy főiskolába bekerülhessen.
A második világháború után Kanadát és az Egyesült Államokat egy hosszú modernizációs korszak jellemezte. Ezzel ellentétben Québecben a modernizációs terveket visszatartották Duplessis kormánya konzervatív nézetei és a katolikus egyház nézetei az oktatási kérdésekkel kapcsolatban. A formális oktatás szintje a francia-kanadaiak között nagyon alacsony volt: a frankofón diákoknak csak 63%-a végezte el a hetedik tanévet, és csak 13%-a a tizenegyediket; ezzel ellentétben, az anglofónok között ez a szám a 36%-ot érte el.
1961-ben az új liberális kormány megalapította a Parent-bizottságot, és az oktatási rendszer vizsgálásával bízta meg. A vizsgálatok után a Parent-bizottság több javaslatot hozott elő, ezek alapján néhány reform végre is lett hajtva. Ezek közül a legfontosabb az oktatás szekularizációja volt. 1964-ben alapították az Oktatási minisztériumot, és 1875 óta az első oktatási miniszter Paul Gérin-Lajoie volt. Ámbár az iskolákban megmaradtak a katolikus vagy református jellegzetességek, gyakorlatilag szekulárissá váltak. A reformok között a következők voltak a fontosabbak: a kötelező oktatás korhatárát 14-ről 16-ra emelték, a tizenegyedik tanévig ingyenes oktatást vezettek be, a tanterveket egységesítették, és bevezették a CÉGEP-rendszert (Collège d'enseignement général et professionnel, Általános és szakmai oktatási kollégium. Röviden, a CÉGEP egyféle főiskola-előkészítő; CÉGEP-végzettség nélkül québeci diákok nem kerülhetnek egyetembe. Van állami- és privát CÉGEP is, az államiak tandíjmentesek.)
Ugyanekkor lett alapítva a Szociális ügyek minisztériuma, ami az egyháztól átvette az egészségügyi tevékenységeket és a szociális szolgáltatásokat. 1985-ben átkeresztelték Egészségügyi és szociális szolgáltatások minisztériumára.

## Gazdasági megújítások
A liberális párt tervében állt a villamosenergia termelési és elosztási infrastruktúra államosítása („tartományosítása”). Mivel ez volt a legmerészebb reform amit terveztek, 1962-ben új választást rendeltek, és e tervet hirdetve kampányoltak. A liberálisok nagyobb üléstöbbséggel kerültek vissza a Törvényhozóházba, és hat hónapon belül a Természeti Kincsek minisztere, René Lévesque, elindította a Hydro-Québec tervet. A Hydro-Québec fontos jelképpé vált Québecben. Nemcsak bemutatta a québeci kormány erejét és kezdeményező képességét, hanem a québeci nép leleményességének jelképe is volt, amennyiben egy ilyen nagyszabású projektet végre tudott hajtani. Az eredeti Hydro-Québec projekt indította a "megaprojektek" korszakát Québecben, ami 1984-ig rendkívüli mértékben kifejlesztette a tartomány hidroelektromos hálózatát. Manapság a Hydro-Québec létfontosságú eleme a québeci gazdaságnak. Éves bevétele 12.7 milliárd kanadai dollár, amiből 1.1 milliárd dollár egyenesen a tartomány kincstárába megy. A bevételek fontos része az USA-ba tartó áramexportból származik.
A gazdasági autonómia növekedésének céljából több közintézményt is létrehoztak. A természeti kincsek kiaknázására olyan állami vállalatokat alapítottak mint például a SIDBEC (vas és acél), SOQUEM (bányászat), REXFOR (erdészet) és SOQUIP (kőolaj). Ez hatalmas változást jelentett a Duplessis-korszakhoz képest, amikor a természeti kincsek kiaknázása csak csekély szinten történt. Duplessis irányelve az volt, hogy több munkalehetőséget teremtsen avval, hogy a nyers természeti kincseket olcsón adja el. Viszont ez az eljárás sikertelen volt, mivel a tartománynak nagyon kevés haszna származott előle.. E irányelvi változás erősítette Québec gazdasági autonómiáját. 1962-ben alakult meg a Société générale de financement („Általános finanszírozási szövetség”). Ennek célja a kis cégek jövedelmezőségét növelni és a québecieket arra buzdítani, hogy gazdasági jövőjükbe befektessenek. Miután a kanadai kormány megalapította a Canada Pension Plan-t (kanadai nyugdíjprogram), felhatalmazta a québeci tartományi kormányt hogy egy független programot, a Régie des Rentes du Québec-et (québeci nyugdíjprogram, RRQ), hozzon létre. 1965-ben megalakult a Caisse de dépôt et placement du Québec amelynek felelőssége az RRQ jövedelmének kezelése és anyagi támogatást biztosítani különféle állami- és magán projekteknek.
Az munkatörvény (Code du Travail) 1964-ben lépett életbe, amely egyszerűsítette a gyülekezést és megadta a sztrájkolási jogot a közalkalmazottaknak. Ugyanabban az évben módosították a polgári törvénykönyvet (Code civil). A változások elismerték a házastársak egyenjogúságát.

## Nacionalizmus
A csendes forradalom társadalmi és gazdasági újításai bizonyos nacionalistákat arra bátorították fel, hogy politikai függetlenségért küzdjenek. Charles de Gaulle 1967-ben Montrealba utazott az Expo 67 világkiállítást meglátogatni. A montreali városháza balkonjáról egy szónoklatot adott az utcán lévő tömeghez. A következő mondattal úgy tűnt, hogy a szónoklat véget ért: „Vive Montréal, vive le Québec!” (Éljen Montréal, éljen Québec!), és a tömeg hangosan éljenezte a francia elnököt. De De Gaulle folytatta: „Vive le Québec libre, et vive la France!” (Éljen a szabad Québec, és éljen Franciaország!), különösen hangsúlyozva a „libre” szót. Ez nagy buzdítást és hitelességet adott a függetlenségi mozgalomnak. 1968-ban meg lett alapítva a nacionalista-szeparatista Parti Québecois (Québeci Párt). René Lévesque volt a párt első vezetője, és 1976-ban, Lévesque vezetése alatt meg is nyerte a tartományi választást. 1963-ban megalakult a Front de libération du Québec (Québeci felszabadulási front, FLQ), egy marxista szeparatista csoport. Az FLQ kiadott egy manifesztumot, és terrorista akciókat hajtott végre. Az FLQ tevékenységeinek zenitje az 1970-es októberi krízis volt, amelyben egy angol diplomatát, James Crosst, és a tartományi munkaügyi miniszter és miniszterelnök-helyettest, Pierre Laporte-ot elrabolták; Laporte-ot meg is ölték.
A Parti Québecois már kétszer is indított sikertelen népszavazást. Az első 1980-ban történt, aminek célja az volt, hogy Québec politikailag autonóm egység legyen egy gazdasági unióban Kanadával; az „igen”-re szavazók száma 40% volt. A második 1995-ben zajlott le. Ennek célja a teljes függetlenség volt, és majdnem sikerült: az „igen”-re szavazók száma 49,4% volt.
Az első hivatali idejében a Parti Québecois kormány indítványozta a francia nyelv alaptörvényét: Loi 101 (101. törvény), de ez csak 1977-ben lépett hatályba, a PQ második hivatali idejében. Közben Robert Bourassa liberális kormánya 1974-ben törvényt hozott, ami megszabta a francia nyelv hivatalosságát. A 101. törvény célja a francia nyelv védelmezése volt. A törvény által a francia nyelv lett Québec egyetlen hivatalos nyelve, és többek között korlátozta az angol nyelv táblákon lévő használatát. Az is meg lett szabva, hogy ki járhat angol nyelvű iskolába: a törvény szerint csak azok, akiknek legalább egy szülője is angol nyelvű oktatást kapott Québecben. Bevándorlók gyermekeinek - beleértve azokat is, akik Kanada más tartományából költöztek Québecbe - kötelezővé tette a francia nyelvű oktatást. 1982-ben megengedték az angol nyelvű oktatást azoknak is, akiknek szülei akárhol Kanadában angol nyelvű oktatást kaptak.

## Kultúra
1961-ben alapította a québeci kormány a Kulturális ügyek minisztériumát. Az első minisztere Georges-Émile Lapalme volt. Ebben az időszakban nagy változásokon ment át a québeci művészet, az irodalom, a színház, a zene és a kulturális élet. A csendes forradalom idején a québeci írók reálisabban írtak a québeci népről - anti-hősökről esett szó. Voltaképpen egyéni problémákról volt szó, vagy a született québecié, vagy a nehezen beilleszkedő bevándorlóé.